# 般奴·馬田斯·恩迪
布鲁诺·馬田斯·恩迪（Bruno Martins Indi，1992年2月8日—）荷蘭足球運動員，司職後衛。現效力於荷甲球會鹿特丹斯巴達。他曾代表荷蘭國家足球隊參賽。
恩迪生於葡萄牙，父母來自幾內亞比索 ，3個月大時移居荷蘭。他是飛燕諾青訓出身。2010年首次代表飛燕諾上陣。2009年代表荷蘭U17比賽。2012年成為荷蘭大國腳。2014年以770万欧元身价转会波尔图。